# آتاکوس دوهرتی
آتاکوس دوهرتی(نام علمی: Attacus dohertyi) نام یک گونه از سرده شاپرکان چشم‌گربه‌ای آتاکوس است.